# Tejedelo
Tejedelo este o arie protejată (arie specială de conservare — SAC, sit de importanță comunitară — SCI) din Spania întinsă pe o suprafață de 136,08 ha, integral pe uscat.

## Localizare
Centrul sitului Tejedelo este situat la coordonatele 42°01′13″N 6°47′32″W / 42.0204°N 6.7923°V.

## Înființare
Situl Tejedelo a fost declarat sit de importanță comunitară în august 2000 pentru a proteja 3 specii de plante și 2 specii de animale. Situl a fost protejat și ca arie specială de conservare în septembrie 2015.

## Biodiversitate
Situată în ecoregiunea mediteraneană, aria protejată conține 10 habitate naturale: Pajiști uscate europene, Formațiuni montane de Cytisus purgans, Pante stâncoase silicioase cu vegetație casmofită, Păduri mediteraneene de Taxus baccata, Formațiuni ierboase bogate în specii de Nardus, dezvoltate pe substraturi silicioase în zone montane (și în zone submontane, în Europa continentală), Mlaștini turboase de tranziție și turbării mișcătoare, Roci stâncoase cu vegetație pionieră de Sedo-Scleranthion sau Sedo albi-Veronicion dillenii, Pajiști umede atlantice temperate cu Erica ciliaris și Erica tetralix, Liziere de ierburi înalte hidrofile de câmpie și de nivel montan până la alpin, Păduri de stejar galițio-portugheze cu Quercus robur și Quercus pyrenaica.
La baza desemnării sitului se află mai multe specii protejate:
- plante (3): Festuca elegans, Narcissus asturiensis, Narcissus pseudonarcissus subsp. nobilis
- nevertebrate (1): rădașcă (Lucanus cervus)
- reptile (1): Lacerta schreiberi

Pe lângă speciile protejate, pe teritoriul sitului au mai fost identificate 9 specii de plante, 3 specii de amfibieni, 2 specii de mamifere.